# 1re Panzerdivision
Pour les articles homonymes, voir 1re division.
La 1re Panzerdivision était une division blindée de la Wehrmacht, de la Seconde Guerre mondiale, créée en octobre 1935.
Elle combat ainsi en Pologne en 1939, prend part à la campagne de l'Ouest au printemps 1940, puis à l'invasion de l'URSS en direction de Léningrad en 1941. Elle participe ensuite à l'offensive contre Moscou et aux combats défensifs qui suivent ; elle demeure dans la région centrale du front de l'Est (saillant de Rjev) jusqu'au début de 1943, puis retourne en France reconstituer ses forces avant de gagner la Grèce à la fin du printemps 1943, en prévention d'un éventuel débarquement allié qui n'a finalement pas lieu. À l'automne elle reprend le combat sur le front de l'Est qu'elle ne quitte ensuite plus jusqu'à la fin de la guerre.

## Emblèmes divisionnaires

Emblème de la division en 1935-1940[réf. nécessaire]
Emblème de la division en 1940-1941[réf. nécessaire]
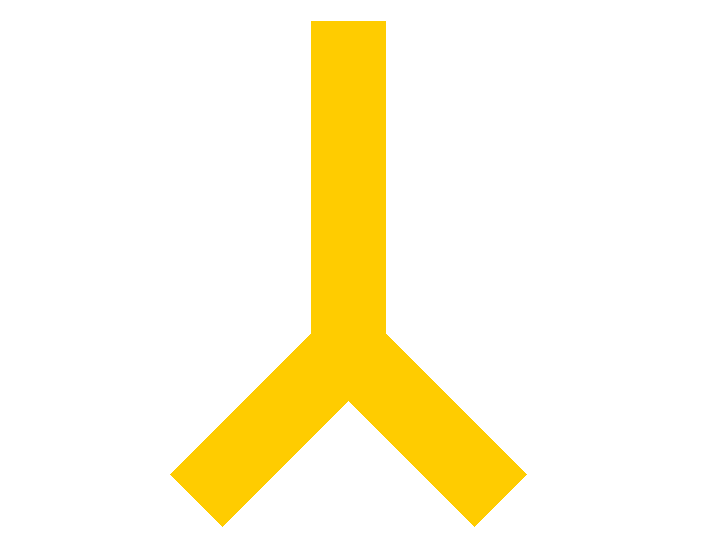
Emblème de la division milieu 1940
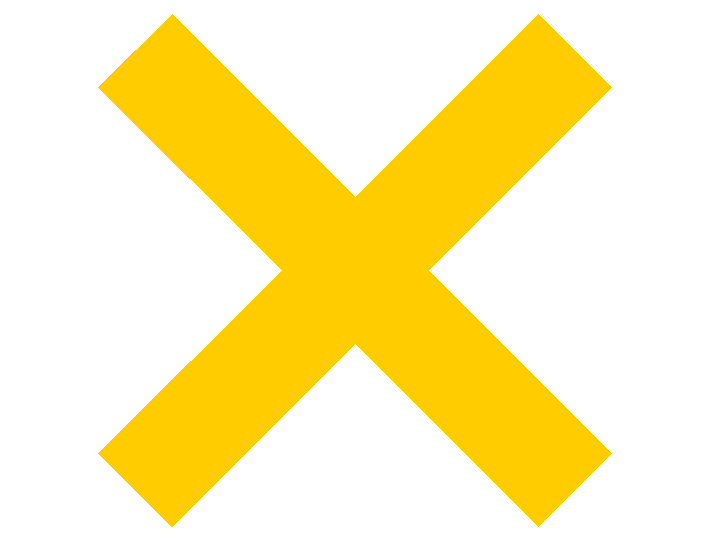
Emblème de la division en 1941-1942
Emblème de la division en 1943-1945
Emblème de la division en 1943-1945[réf. nécessaire]

## Histoire

### Création
La 1. Panzer-Division est l'une des trois divisions blindées créées le 15 octobre 1935, les deux autres étant respectivement la 2e et la 3e Panzerdivision. Son quartier général est constitué à Weimar dans le Wehrkreis IX, à partir des éléments de la 3e division de cavalerie (3. Kavallerie-Division), sous le commandement de Maximilian von Weichs. L'Allemagne ayant renoncé plus tôt la même année au traité de Versailles qui lui interdisait de posséder des blindés.
L'unité se compose surtout au départ de conscrits originaires de Saxe et de Thuringe. La division était initialement composée de deux régiments de blindés répartis en différentes brigades, d'un régiment d'artillerie divisionnaire. La division était à l'origine équipée des Panzer I rustiques, le Panzer III n'arrivant que dans les années 1936, la division est également équipée de Panzer II qui deviennent obsolètes dès 1941.
En 1938, la division prend part à l'Anschluss et à l'occupation de la région des Sudètes dont découlera l'occupation allemande de la Tchécoslovaquie l'année suivante. 
Composition en octobre 1935
- Stab (état-major, Weimar)

- 1. Panzer-Brigade (Erfurt) 
  - Panzer-Regiment 1
  - Panzer-Regiment 2 (issu du Reiter-Regiment 7 de la Reichswehr)

- 1. Schützen-Brigade (Weimar) 
  - Schützen Regiment 1 (issu du Reiter-Regiment 11 de la Reichswehr)
  - Kradschützen Bataillon 1 (issu du Reiter-Regiment 16 de la Reichswehr)
- Artillerie-Regiment (mot.) 73
- Aufklärungs-Abteilung (mot.) 4
- Nachrichten-Abteilung 37

### Campagne de Pologne
Composition à la mobilisation, le 18 août 1939 :[réf. nécessaire]
- 1. Panzer-Brigade
  - Panzer-Regiment 1
  - Panzer-Regiment 2
- Artillerie-Regiment 73
- Aufklärungs-Abteilung (mot.) 4
- Versorgungstruppen 81

La division commence la campagne de Pologne avec sur le papier 93 PzKpfw I, 122 PzKpfw II, 26 PzKpfw III, 56 PzKpfw IV et 12 chars de commandement. La division est déployée au sein du XVIe corps d'armée, de la 10e armée, qui est regroupée au sein du groupe d'armées sud, situé en Haute-Silésie. 
La 1. Panzer Division traverse la frontière polonaise le 1er septembre à 4 h 45 du matin. Elle se dirige vers Kielce et au 4 septembre avec la 10e armée elle progresse de plus de 80 km en Pologne. Par la suite, la division se dirige vers Radom et plus tard, elle bifurque vers le nord en se déplaçant rapidement en direction de Varsovie.
Le 8 septembre 1939, le 1er régiment blindé participe à la prise de Radom, après l'encerclement de troupes polonaises, 60000 soldats se rendent le 13 septembre. Entre le 16 et 20 septembre, avec la 4e division blindée elle arrête une contre-attaque polonaise le long de la rivière Bzura. Avec le double encerclement de l'armée polonaise par les divisions blindées et par l'invasion à l'est des soviétiques le 17 septembre, la résistance prit fin, avec la capitulation de la dernière fraction importante de l'armée polonaise le 5 octobre 1939.

## Campagne de l'Ouest
Dans le plan d'offensive à l'Ouest, la 1re division blindée fait partie avec les 2e et 10e divisions blindées du XIXe corps d'armée (Guderian). Ce corps est placé en premier échelon de la Panzergruppe von Kleist qui doit percer les fortifications de la frontière belgo-luxembourgeoise et ensuite le front français à Sedan en traversant la Meuse le 4e jour. Pour des raisons de camouflage, la 1re division blindée est déployée depuis le 3 mars à Cochem ; pendant le printemps elle s'exerce notamment aux opérations combinées (avec la Luftwaffe)) et à l'attaque de blockhaus.
Composition de la division pendant la campagne,
- 1. Panzer-Brigade
  - Panzer-Regiment 1
  - Panzer-Regiment 2
- Schützen-Brigade 1
  - Schützen-Regiment 1
  - Kradschützen-Bataillon 1
  - Schwere Infanterie-Geschütz-Kompanie 702
- Artillerie-Regiment 73
- Panzer-Aufklärungs-Abteilung 4 (nom depuis le 1er avril 1940, anciennement Aufklärungs-Abteilung (motorisiert) 4)
- Panzerjäger-Abteilung 37
- Pionier-Bataillon 37
- Nachrichten-Abteilung 37
- Verwaltungstruppen 81
- Nachschubdienste 81
- Feldpostamt 81
- Feldgendarmerie-Trupp 81
- Sanitätsdienste 81

|                        | Panzer I | Panzer II | Pz.Befehlswagen | Total blindés légers | Panzer III | Panzer IV | Total chars moyens et lourds | Total |
| Panzer-Regiment 1      | 26       | 49        | 4               | 79                   | 28         | 20        | 48                           | 127   |
| Panzer-Regiment 2      | 26       | 49        | 4               | 79                   | 30         | 20        | 50                           | 129   |
| Total pour la division | 52       | 98        | 8               | 158                  | 58         | 40        | 98                           | 256   |

### Traversée des Ardennes, de la Meuse à Sedan et combats au sud de Sedan

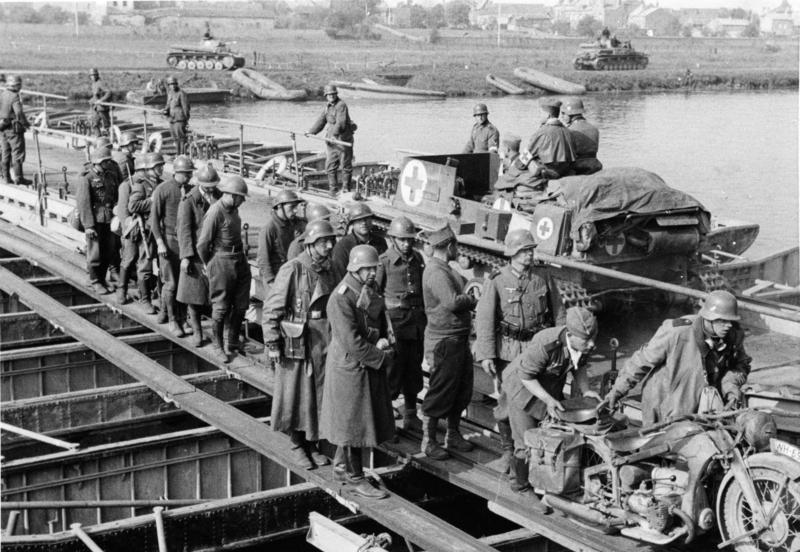
Des éléments du 1er régiment de panzers et des prisonniers de guerre sur un pont flottant sur la Meuse.

La division traversa la région des Ardennes, aidant ainsi à couper les forces alliés pénétrant en Belgique et en Hollande, de leurs bases françaises. La 1re Pz.Div. devait atteindre Sedan le plus rapidement, mais elle fut bloquée par la résistance d'une soixantaine de chasseurs ardennais de l'armée belge à Bodange, où elle piétina pendant une demi-journée. Le 11 mai, elle récupéra son retard, prit Neufchateau et atteignit Bouillon, repoussant les avant-gardes françaises sur l'autre rive de la rivière Semois. Dans la nuit du 11 au 12, les hommes de la 1re Pz-Div établirent une tête de pont sur la Semois (à Mouzaive) en suivant le repli de la 3e Brigade de Spahis et traversèrent la rivière à 6 heures du matin, prenant de flanc la 5e DLC qui ignorait toujours le retrait des Spahis. Les premiers éléments de la division arrivent à Sedan sur la rive nord de la Meuse dans la journée du 12 mai.
Le 13 mai à l'aube, Guderian donna au XIXe corps blindé ses directives: les 2e et 10e Panzer devraient avancer respectivement à l'est (à Donchery) et à l'ouest (à Wadelincourt) de Sedan, tandis que la 1re, qui était commandée par le Generalleutnant F. Kirschner, donnerait l'assaut principal au centre. Avec la 10e Panzerdivision, elle traverse la Meuse et établit une tête de pont dans le secteur ouest de Sedan, entre Glaire et Torcy, formant une poche de 2 kilomètres. Plus de 1 500 avions du Ier et IIe Fliegerkorps supportaient cet assaut durant la journée. On comptera 600 bombardiers moyens, 250 Stuka, 500 chasseurs Bf 109 et 120 chasseurs Me 110, réalisant 1 215 sorties d'attaque au sol. En début de soirée, les fusiliers de la 1re Panzer occupèrent à l'ouest de Sedan une tête de pont déjà large 3 km et profonde de 10 km. Aucun char n'avait cependant encore traversé le fleuve. Pourtant, la défense française s'effondra par l'arrière, l'artillerie de la 55e DI se débandant et entraînant dans sa suite un grand nombre de soldats. Les timides contre-attaques françaises lancées le 14 mai échouèrent, butant sur les premiers éléments blindés allemands qui avaient traversé la Meuse sur un pont artificiel à 6h20 du matin. Par la suite, la 1re Pz.Div., avec l'aide de la Luftwaffe, affronta au village de La Horgne (V. bataille de La Horgne) les hommes de la 3e brigade du colonel Olivier Marc, ceux du 2e régiment de Spahis algériens du colonel Burnol, et du 2e régiment de Spahis marocains du colonel Geoffroy. Ceux-ci tiendront le village jusqu'au 15 mai. Les Français se replieront à partir de 17 heures, laissant une quarantaine de spahis tués sur le terrain.

### Direction à l'Ouest: Moncornet, Péronne et Amiens
Au soir du 15 mai, la 1. Panzer-Division a donc pris la Horgne, ainsi que Bouvellemont et Chagny, et le lendemain effectue un virage à 90°, « direction l'ouest - la mer - », et laisse dans son flanc gauche (au sud) la ville de Rethel et le Canal des Ardennes lors de sa progression ; alors qu'à l'est l'Infanterie-Regiment Grossdeutschland poursuit les combats au niveau de Stonne pour protéger, entre autres, les arrières de la 1. Panzer-Division. Le 17 mai la division accélère encore sa progression, s'empare de Dizy-le-Gros (Aisne) et traverse Montcornet prise la veille par la 6. Panzer-Division, puis prend Marle et établit des têtes de pont sur le canal de l'Oise, au niveau de Moÿ-de-l'Aisne et Mezières aidée en cela par des ponts qui sont tombés intacts dans les mains des unités de pointe de la division. Toutefois ce même jour elle est contre-attaquée par la 4e DCR du colonel De Gaulle qui cherche à reprendre Montcornet, pierre angulaire sur laquelle repose l'offensive du XIX. Armeekorps, le plus rapidement possible. L'attaque précipitée de cette division qui vient d'être mise sur pied donne pour les Français un succès mitigé : des unités s'égarent ou n'arrivent pas à percer, Dizy-le-Gros est temporairement repris et ils parviennent devant Montcornet que les chars B1Bis bombardent mais doivent par la suite abandonner leur attaque pour ravitailler. L'attaque française n'inquiète ni le XIX. Armeekorps ni la 1. Panzer-Division, celle-ci devant être relayée par la 10e Panzerdivision pour la protection du flanc sud. Le 18 mai, la 1. Panzer-Division progresse au sud de Saint-Quentin, et traverse la Somme en direction de Péronne. Le 19 mai elle s'empare de Péronne qu'elle ne dépasse que de peu. Le 20 mai est une journée historique pour le XIX.Armee-Korps puisque la 2e Panzerdivision atteint la mer, tandis que la 1. Panzer-Division s'empare d'Amiens sous les yeux de Guderian. Albert tombe également dans les mains de la 1. Panzer-Division qui s'est affairée à l'instar des deux autres divisions du XIX. Armeekorps à réaliser des têtes de ponts sur la Somme pour une éventuelle progression vers le sud. Après une journée où le Haut Commandement Allemand réfléchit à l'orientation de l'effort de la Wehrmacht vers le nord ou vers le sud, le XIX. Armeekorps dont fait toujours partie la 1. Panzer-Division est envoyé finalement réduire les forces alliés dans le nord.

### Suite et fin de la campagne
Après la bataille de Dunkerque, la 1re Pz-Div fut redirigée sur le front de l'Aisne, perça à Château-Porcien le 10 juin avant de foncer vers le sud de la France. La bataille de France se termina le 25 juin, par un cessez-le-feu.
En septembre 1940, la division est envoyée en Prusse à la frontière soviétique.

## Campagne sur le front de l'Est
À la veille de l'opération Barbarossa, la 1. Panzer-Division a 145 blindés :
- 43 PzKpfw II
- 71 PzKpfw III
- 20 PzKpfw IV
- 11 chars de commandement

La division participa à l'invasion de l'Union soviétique en combattant dans le secteur nord du front contre Dunaburg sur la rivière Daugava) et le 4 juillet la 1re Pz.Dv., sur l'aile nord, captura Ostrov.
Le 27 juillet 1941, la 1re Pz-Div appartenait au 41. Armee-Korps du Gruppe Nord, qui relevait du Heeres Gruppe Nord. Celui-ci s'arrêta à la périphérie de Leningrad.
Plus tard, lors de l'opération Taifun, en octobre 1941, la 1re Pz-Div fut transférée au groupe d'armées Centre, Heeres-Gruppe Mitte.
Elle participa à la bataille de Moscou, avec la 41. Panzerkorps, dont des hommes de son 1er bataillon d'infanterie motorisée arriva jusqu'aux faubourgs de la capitale soviétique.
Par la suite, la 1re Panzerdivision participa aux affrontements de Viazma et de Rjev. Après de féroces combats pour Rjev, entre mars à décembre 1942, la Panzerdivision fut retirée du front et envoyée en France, de janvier à juin 1943, pour se reconstituer.

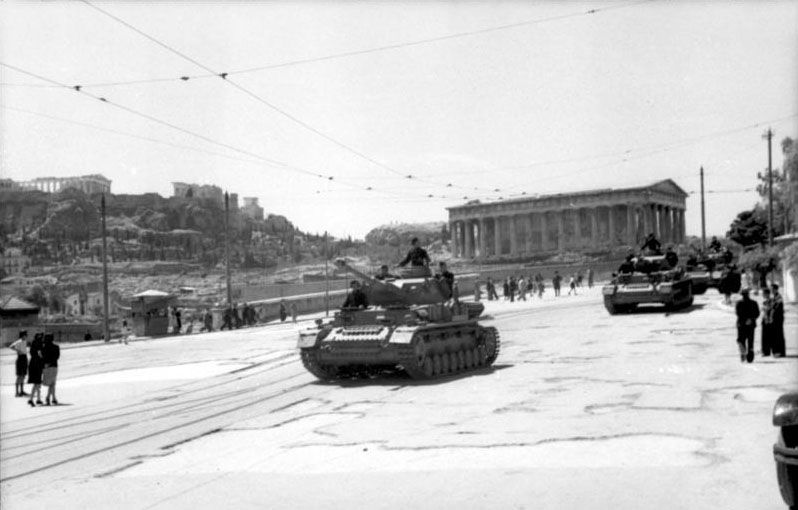
Les Panzer IV de la 1. Panzer-Division à Athènes début juin 1943.

En juin 1943, mystifié par l'opération Mincemeat Hitler fait envoyer la division de France en Grèce pour assurer la défense côtière convaincu que l'opération Husky aura lieu en Grèce.
La division n'a pas participé au combat dans le cadre de la bataille de Koursk mais en novembre 1943, la Pz-Div fut déplacée à nouveau sur le front de l'Est, au nord de l'Ukraine à Jytomyr, où elle prit part aux contre-offensives allemandes à l'ouest de Kiev.
La Panzerdivision a alors combattu au sud-ouest de Berditchev où elle est restée jusqu'à la fin janvier 1944.
En février 1944, elle combattait dans la région de Tcherkassy, allant vers Brody, pour tenter de dégager la poche de Hube.
Le 22 juin 1944, l'Armée rouge lança une offensive d'été dans le secteur du Groupe d'Armée du Centre, le long du front oriental. Cette offensive soviétique écrasa littéralement ce groupe d'armée et en trois semaines, elle repoussait les forces allemandes dans cette partie du front de 500 km, en direction de la Pologne.
La 1re Pz-Div prit part aux tentatives de refoulement des Soviétiques. Elle participa à une contre-attaque désespérée à Oleyyor où elle est parvenue à stopper l'avance de l'Armée rouge.
Cependant en septembre dans les Carpates, le flanc méridional n'a pas tenu et la position que la division avait créée devint intenable. Elle fut alors repoussée de l'autre côté de la Vistule.
En octobre 1944, la 1re Panzerdivision fut déplacée de ses positions de long de la Vistule où elle prit part aux combats de Debrecen et de Nyíregyháza, se distinguant pour ses actions.
En janvier 1945, la 1re Pz.Dv. arrive en Hongrie, dans la région de Budapest.
Le 8 mars 1945, faisant partie de la 8e armée allemande sous le général Hans Kreysing, la 1re Pz-Div se joint alors à des combats défensifs en Hongrie et elle est repoussée jusqu'en Autriche.
En mai 1945, elle se rendit aux forces américaines, à Enns.

## Commandants
| Début             | Fin               | Grade                     | Nom                   |
| ----------------- | ----------------- | ------------------------- | --------------------- |
| 1er octobre 1935  | 30 septembre 1937 | General der Kavallerie    | Maximilian von Weichs |
| 1er octobre 1937  | 2 novembre 1939   | Generalleutnant           | Rudolf Schmidt        |
| 3 novembre 1939   | 16 juillet 1941   | Generalmajor              | Friedrich Kirchner    |
| 17 juillet 1941   | 31 décembre 1943  | Generalleutnant           | Walter Krüger         |
| 8 aout 1943       | 8 septembre 1943  | Oberst                    | Oswin Grolig          |
| 9 septembre 1943  | 31 décembre 1943  | Oberst                    | Walter Soeth          |
| 1er janvier 1944  | 19 février 1944   | Generalmajor              | Richard Koll          |
| 20 février 1944   | 17 septembre 1944 | Oberst, puis Generalmajor | Werner Marcks         |
| 18 septembre 1944 | 22 avril 1945     | Generalleutnant           | Eberhard Thunert      |
| 23 avril 1945     | 8 mai 1945        | Oberst                    | Hemut Huppert         |

## Ordre de batailles

### Composition en novembre 1940
Le 6 novembre 1940 la division reçoit le Schützen-Regiment 113, alors que son Panzer-Regiment 2 part pour la 16. Panzer-Division.
- Schützen-Regiment 1
- Schützen-Regiment 113
- Kradschützen-Bataillon 1
- Panzer-Regiment 1
- Artillerie-Regiment 73
- Panzer-Aufklärungs-Abteilung 4 (unité dissoute le 1er juin 1942[5])
- Versorgungstruppen 81

### Composition en mars 1943
La Heeres-Flakartillerie-Abteilung 299 est adjointe à la division le 15 mars 1943. Le 11 juillet 1943 les Schützen-Regiment changent de noms pour Panzer-Grenadier-Regiment.
- Panzer-Grenadier-Regiment 1
- Panzer-Grenadier-Regiment 113
- Panzer-Aufklärungs-Abteilung 4
- Artillerie-Regiment 73
- Panzer-Zerstörer-Battalion 37[10]
- Panzer-Ingenieur-Battalion 37[10]
- Panzer-Signal-Battalion 37[10]
- Motorrad-Battalion 1[10]
- Heeres-Flakartillerie-Abteilung 299
- Versorgungstruppen 81

Le 28 septembre 1944 la division reçoit en plus le Grenadier-Bataillon 1009 (mot.).